# Lista de aeroportos do Chile
Esta é uma lista de aeroportos do Chile, classificados por cidade:
| Cidade               | ICAO | IATA | Nome do aeroporto                                      |
| Ancud                | SCAC | ZUD  | Aeroporto de Pupelde                                   |
| Antofagasta          | SCFA | ANF  | Aeroporto Internacional Cerro Moreno                   |
| Antofagasta          | SCMB |      | Aeroporto de La Chimba                                 |
| Arica                | SCAR | ARI  | Aeroporto Internacional Chacalluta                     |
| Balmaceda            | SCBA | BBA  | Aeroporto de Balmaceda                                 |
| Calama               | SCCF | CJC  | Aeroporto de El Loa                                    |
| Caldera              | SCCL |      | Aeroporto de Caldera                                   |
| Castro               | SCST |      | Aeroporto de Gamboa Apt                                |
| Cerro Sombrero       | SCSB | SMB  | Aeroporto de Franco Bianco                             |
| Chaitén              | SCTN | WCH  | Aeroporto de Chaiten                                   |
| Chañaral             | SCRA | CNR  | Aeroporto de Chañaral                                  |
| Chile Chico          | SCCC | CCH  | Aeroporto de Chile Chico                               |
| Chillán              | SCCH | YAI  | Aeroporto Gen. Bernardo O'higgins                      |
| Cholguan             |      |      | Aeroporto de Siberia                                   |
| Cochrane             | SCHR | LGR  | Aeroporto de Cochrane                                  |
| Concepción           | SCIE | CCP  | Aeroporto Internacional Carriel Sur                    |
| Constitución         | SCCT |      | Aeroporto de Quivolgo                                  |
| Copiapo              | SCHA | CPO  | Aeroporto de Chamonate                                 |
| Coyhaique            | SCCY | GXQ  | Aeroporto Teniente Vidal                               |
| El Salvador          | SCES | ESR  | Aeroporto de El Salvador Bajo                          |
| Fundo Loma Larga     | SCFL |      | Aeroporto de Casablanca                                |
| Futaleufú            | SCFT | FFU  | Aeroporto de Futaleufu                                 |
| Icalma               | SCQI |      | Aeroporto de Lonquimay                                 |
| Iquique              | SCDA | IQQ  | Aeroporto Internacional Diego Aracena                  |
| Isla Dawson          | SCDW |      | Aeroporto Almirante Schroeders                         |
| Isla Mocha           | SCIM |      | Aeroporto de Isla Mocha                                |
| La Serena            | SCSE | LSC  | Aeroporto La Florida                                   |
| La Vina              | SCLV |      | Aeroporto de Los Vilos                                 |
| Laraquete            |      |      | Aeroporto de La Playa                                  |
| Linares              | SCLN | ZLR  | Aeroporto de Linares                                   |
| Llanada Grande       | SCLD |      | Aeroporto de Llanada Grande                            |
| Los Andes            | SCAN | LOB  | Aeroporto de San Rafael                                |
| Los Ángeles          | SCGE | LSQ  | Aeroporto de Maria Dolores                             |
| Marina De Rapel      | SCMZ |      | Aeroporto de El Manzano                                |
| Osorno               | SCJO | ZOS  | Aeroporto Carlos Hott Siebert                          |
| Osorno               | SCOS |      | Aeroporto de Pampa Alegre                              |
| Palo Alto            | SCAO |      | Aeroporto de Lolol                                     |
| Porvenir             | SCFM | WPR  | Aeroporto Capitan Fuentes Martinez                     |
| Pucon                | SCPC | ZPC  | Aeroporto de Pucon                                     |
| Puerto Aisén         | SCAS | WPA  | Aeroporto Cabo Juan Roman                              |
| Puerto Montt         | SCTE | PMC  | Aeroporto El Tepual                                    |
| Puerto Natales       | SCNT | PNT  | Aeroporto Teniente Julio Gallardo                      |
| Puerto Williams      | SCGZ | WPU  | Aeroporto Guardiamarina Zanartu                        |
| Punta Arenas         | SCCI | PUQ  | Aeroporto Internacional Carlos Ibáñez del Campo        |
| Puyuhuapi            | SCPH |      | Aeroporto de Puyuhuapi                                 |
| Quellón              | SCON |      | Aeroporto de Quellon                                   |
| Quintero             | SCER |      | Aeroporto de Quintero                                  |
| Rancagua             | SCRG | QRC  | Aeroporto De La Independencia                          |
| Rapel                | SCRP |      | Aeroporto de Rapelhuapi                                |
| Russfin              | SCFN |      | Aeroporto de Russfin                                   |
| Salar de Atacama     | SCSL |      | Aeroporto de El Salar                                  |
| San Felipe           | SCSF | SSD  | Aeroporto Victor Lafon                                 |
| San Pedro de Atacama | SCPE |      | Aeroporto de San Pedro De Atacama                      |
| San Sebastian        | SCSS |      | Aeroporto de San Sebastian                             |
| Santiago             | SCEL | SCL  | Aeroporto Internacional Comodoro Arturo Merino Benítez |
| Santiago             | SCBQ |      | Aeroporto El Bosque                                    |
| Santiago             | SCTB |      | Aeroporto Eulogio Sanchez                              |
| Santiago             | SCVH |      | Aeroporto La Victoria De Chacabuco                     |
| Santiago             | SCTI | ULC  | Aeroporto de Los Cerrillos                             |
| Santiago             | SCLC |      | Aeroporto de Municipa De Vitacura                      |
| Talca                | SCTL | TLX  | Aeroporto de Panguilemo                                |
| Taltal               | SCTT | TTC  | Aeroporto de Las Breas                                 |
| Temuco               | SCTC | ZCO  | Aeroporto de Maquehue                                  |
| Tic Toc              | SCHT |      | Aeroporto de Chaiten                                   |
| Tocopilla            | SCBE | TOQ  | Aeroporto de Barriles                                  |
| Valdivia             | SCVL |      | Aeroporto de Las Marias                                |
| Valdivia             | SCVD | ZAL  | Aeroporto Pichoy                                       |
| Vallenar             | SCLL | VLR  | Aeroporto de Vallenar                                  |
| Victoria             | SCTO | ZIC  | Aeroporto Victoria                                     |
| Villa O'Higgins      | SCOH |      | Aeroporto Rio Mayer                                    |
| Viña del Mar         | SCVM | KNA  | Aeroporto de Vina Del Mar                              |